# Bieber (Californien)
 For alternative betydninger, se Bieber. (Se også artikler, som begynder med Bieber)
Bieber er en lille by i Lassen County i den amerikanske delstat Californien. Den havde 312 indbyggere i 2010, og dækker et areal på 15,1 km²
Den er beliggende i 1.257 meter over havets overflade, ved floden Pit River og California State Route 299.
Biber er opkaldt efter Nathan Bieber, en indvandrer fra Poznań som i 1877 åbnede et posthus og en butik på stedet.